# Mont Saint-Auxence
Le mont Saint-Auxence, dit aussi mont Auxence, est une hauteur située, à l'époque byzantine, non loin de Constantinople, du côté asiatique du Bosphore, lieu d'implantation d'ermitages et de monastères. Il est appelé actuellement Kaişdağ.
Il s'agit d'une colline de 428 mètres d'altitude, au sommet rocheux, avec une falaise à pic du côté sud, située à 12 kilomètres au sud-est de Kadiköy (l'ancienne Chalcédoine), près de la côte de la mer de Marmara. C'est une hauteur dominant les alentours et visible depuis Istanbul.

## Histoire
Son nom antique était « mont Skopa ». L'ermite Auxence, d'origine syrienne, s'y retira au milieu du Ve siècle, sous le règne de l'empereur Marcien, et y mourut sous celui de Léon Ier. Il y habitait, non loin du sommet, une cabane de planches appelée en grec kloubos, et aussi une grotte située à proximité. Il attirait les foules et faisait des miracles. Une dame de la maison de l'impératrice Pulchérie, nommée Éleuthéria, lui rendait souvent visite et lui apportait des reliques. Elle voulait à tout prix mener une vie monastique auprès de lui. Après avoir longtemps refusé, il finit par l'installer dans un logis appelé « Gurêta » à un mille de son ermitage. Elle fut bientôt rejointe par une autre femme nommée Kosmia. Auxence leur attribua un vêtement de poils de chèvre, et quand elle atteignirent le nombre de soixante-dix, il fit construire, à leurs frais car il s'agissait de dames de la haute société, un couvent, appelé plus tard couvent des Trikhinaréai (de l'adjectif grec trikhinos, qui veut dire « de poils »). Ce monastère féminin fut le seul fondé par Auxence lui-même. Mais il avait également un certain nombre de disciples masculins égaillés sur le mont, dont une partie rassemblés en un lieu appelé l'oikos tou Zachariou (la « maison de Zacharie »). Dès son époque, quelques autres bâtiments furent construits, liés au foyer religieux qu'il avait constitué.
Quand Auxence mourut, son cadavre fit l'objet d'âpres contestations, dont les religieuses Trikhinaréai sortirent victorieuses ; elles inhumèrent le saint dans leur monastère. Plus tard, il est aussi question d'un tombeau de saint Auxence, qui était un vaste bâtiment près du couvent. Le premier successeur d'Auxence dans son « lieu », et comme directeur spirituel des Trikhinaréai, fut un de ses disciples nommé Serge, et le second un autre du nom de Bendêmianos, originaire de Mysie. Ce fut ce dernier qui créa un premier monastère d'hommes à proximité du « lieu » d'Auxence. Mais déjà de son vivant la situation économique de cet établissement était précaire, et il disparut par la suite.
On connaît ensuite l'histoire du mont au VIIIe siècle, à l'époque d'Étienne le Jeune. Celui-ci fut entre 730/731 et 745/746 le disciple et serviteur de l'ermite Jean, successeur d'Auxence (le quatrième, prétend la Vie d'Étienne le Jeune, qui intercale un nommé Grégoire entre Bendêmianos et Jean, mais la chronologie ne correspond évidemment pas). Il n'y avait plus à l'époque de monastère d'hommes, mais uniquement le couvent des Trikhinaréai et des disciples dispersés sur le mont. Après avoir pris à sa mort la succession de Jean, Étienne fonda à proximité de la grotte d'Auxence un nouveau monastère masculin, baptisé Saint-Auxence, pour loger ses propres disciples (donc, vers 750). En 756/757, il en abandonna la direction à son premier disciple Marinos pour se retirer dans un ermitage plus isolé, de l'autre côté du sommet du mont. En 763, Étienne fut arrêté sur ordre de l'empereur Constantin V, l'église et le monastère d'hommes brûlés, les disciples dispersés. Un édit fut promulgué en ces termes : « Tout homme pris à s'approcher de la montagne d'Auxence subira la peine capitale par le glaive ». Il ne resta plus que le couvent des Trikhinaréai, situé en contrebas.
La tradition était rétablie dès le début du IXe siècle : Étienne le Diacre, auteur entre 807 et 810 de la Vie d'Étienne le Jeune, rédigea cet ouvrage sur la commande de l'ermite Épiphane, « héritier de la montagne, de la grotte et du comportement », sous-entendu d'Auxence et d'Étienne le Jeune. Le texte mentionne la présence à son époque du couvent des Trikhinaréai, seul établissement d'existence continue depuis Auxence, mais non celle du monastère Saint-Auxence, détruit en 763.
Le couvent des Trikhinaréai a duré au moins jusqu'à la fin du XIIe siècle. Sa tradition, depuis l'origine, était d'accueillir des dames de la haute société. Au XIe siècle, Michel Psellos signale que le tombeau d'Auxence se trouve dans l'enceinte de ce couvent et est encore à son époque un lieu de miracles. Le mont Saint-Auxence fut un lieu d'implantation monastique jusqu'à la fin de l'époque byzantine.
Au Xe siècle, Constantin Porphyrogénète signale que le mont Auxence était couronné d'une « tour à feu », élément du dispositif de communication qui reliait la frontière arabe à Constantinople. Ce système avait été perfectionné au IXe siècle par Léon le Mathématicien, mais pouvait exister avant lui, si bien que l'édit de Constantin V, en 763, pourrait avoir un rapport avec ce dispositif.

## Sources
(juin 2022).
- Vie d'Auxence, BHG (Bibliotheca Hagiographica Græca) 199.
- Vie de Bendêmianos, BHG 272.
- Vie d'Étienne le Jeune par Étienne le Diacre (introduction, édition et traduction par Marie-France Auzépy), Birmingham Byzantine and Ottoman Monographs 3, Université de Birmingham, 1997.